# Comté de Pukchang
Le comté de Pukchang est un kun (comté) de la province de Pyongan du Sud, en Corée du Nord.

## Historique
En 1952, le comté de Pukchang est créé à partir de l'ancienne zone du comté de Maengsan (en) et de Tŏkch'ŏn. Le comté a été modifié à plusieurs reprises en fusionnant ou en transférant certaines zones.
En janvier 2000, le district de Tukchang (en) est aboli et transféré au comté de Pukchang. Cependant, le district réapparaît lors du recensement de la Corée du Nord en 2008 (en).

## Environnement
Le comté de Pukchang est situé dans une zone montagneuse. À la frontière nord avec Tokchon s'étend d'est en ouest la chaîne de montagnes Jangan. À la frontière sud avec le comté d'Unsan (en), dans le sud de Pyongan, la chaîne de montagnes Chonsong s'étend également d'est en ouest. À l'ouest du comté se trouve la chaîne des monts Myohyang. Environ 80 % du comté est couvert de forêts.
Le fleuve Taedong traverse le comté.

## Divisions administratives
Le district est divisé en 1 ŭp (ville), 4 rodongjagu (quartiers ouvriers) et 21 ri (villages):
| - Pukch'ang-ŭp (북창읍/北倉邑) - Inp'o-rodongjagu (인포로동자구/仁浦勞動者區) - Pukch'ang-rodongjagu (북창로동자구/北昌勞動者區) - P'unggong-rodongjagu (풍곡로동자구/豊谷勞動者區) - Songnam-rodongjagu (송남로동자구/松南勞動者區) - Chamsang-ri (잠상리/蠶上里) - Hwial-ri (회안리/檜安里) - Kap'yŏng-ri (가평리/加坪里) - Kwangro-ri (광로리/廣路里) | - Ryongsal-li (룡산리/龍山里) - Sam-ri (삼리/三里) - Sangha-ri (상하리/上下里) - Sinbong-ri (신복리/新福里) - Sinsŏng-ri (신석리/新石里) - Soch'ang-ri (소창리/召倉里) - Sŏksal-li (석산리/石山里) - Songrim-ri (송림리/松林里) - Songsa-ri (송사리/松寺里) | - Taep'yŏng-ri (대평리/大坪里) - Wŏnp'yŏng-ri (원평리/院坪里) - Yŏllyu-ri (연류리/淵柳里) - Kwanha-ri (관하리/官下里) - Maehyŏl-ri (매현리/梅峴里) - Namsang-ri (남상리/南上里) - Pongch'ang-ri (봉창리/鳳倉里) - Suong-ri (수옥리/水玉里) |

## Économie
Construite dans les années 1960 avec l'aide soviétique, Pukchang possède la centrale électrique ayant la capacité de production la plus élevée de Corée du Nord, le complexe thermique de Pukchang possède une capacité de production de 1 600 Mw, atteinte en décembre 1984. Selon les statistiques officielles de 2009, elle génère en moyenne 1 100 Mw tout au long de l'année. Différentes estimations estiment la capacité de production à seulement 500 Mw. La centrale électrique souffre de problèmes en raison du fioul de mauvaise qualité fourni par les États-Unis dans le cadre du cadre agréé (en), qui a une teneur élevée en soufre et causerait donc des dommages importants aux chaudières. Alors qu'une centrale électrique de remplacement d'une capacité de 300 Mw est en cours de construction dans le comté de Kangdong (en) à partir de 2014 en raison du vieillissement du complexe thermique de Pukchang, le projet semble être au point mort. La centrale puise l'eau du fleuve Taedong.
Le 12 décembre 2018, une extension du complexe thermique de Pukchang est inaugurée, probablement à la suite d'un ordre de Kim Jong-un, appelant à une "augmentation drastique de la production d'énergie thermique". Selon des sources de NKNews (en), plusieurs villes connaissent une nette amélioration de leur approvisionnement en électricité en 2018, bien que les zones rurales dépendent principalement de panneaux solaires. Le complexe fabrique ses propres pièces de rechange, comme des aubes de turbine.
Le comté possède un grand nombre de mines de charbon, produisant du charbon de haute qualité, qui alimente le complexe thermique. Diverses autres industries légères existent dans le comté ainsi qu'un certain nombre de fermes, produisant des légumes et élevant des animaux.
L'usine d'aluminium de Pukchang, la seule usine de fusion et d'alliage d'aluminium de Corée du Nord, est condamnée pour avoir rejeté des poussières toxiques sur les communes voisines, notamment des bureaux, des écoles, des maisons et des entreprises. L'incident est provoqué par des filtres non remplacés depuis sa construction en 1983, les résidents de la communauté voisine signalent des taux élevés de malformations congénitales, de dermatites et de maladies respiratoires, contribuant à une espérance de vie moyenne inférieure à la cinquantaine. L'usine désignée "Classe 1" fabrique de l'aluminium pour les missiles et centrifugeuses nord-coréens.

## Transports
La ligne Pyongdok (en) et ses embranchements, la ligne Tukchang (en) et la ligne Taegon (en) traversent le comté.
Les routes reliant Pyongsong et Hamhŭng, Kumya (en) et Pukchang, Tŏkch'ŏn et Pukchang traversent le comté.